# Dysmas de Lassus
Dysmas de Lassus (* 30. März 1956 als Michael de Lassus) ist ein französischer Mönch und seit 2014 Generalminister der Kartäuser.

## Leben
Er wurde als Sohn von Arnaud de Lassus, des Gründers der Action Familiale et Scolaire, geboren. Er hat sechs Geschwister, von denen eine Karmeliterin mit dem Ordensnamen Aude de la Vierge Marie ist.
Im Alter von 20 Jahren trat er in den Kartäuserorden ein und nahm den Namen Dysmas nach dem reuigen Schächer, der zusammen mit Jesus gekreuzigt wurde, an. 1990 wurde er Novizenmeister der Grande Chartreuse und 2012 wurde er zum Prior von La Chartreuse de Portes gewählt.
Am 3. November 2014 wählten die Mönche der Grande Chartreuse ihn zum Prior und er wurde vom Generalkapitel bestätigt. Damit wurde er 74. Nachfolger des heiligen Bruno von Köln. Er folgte auf François-Marie Velut, der aus gesundheitlichen Gründen zurücktrat.
Robert Sarah und Nicolas Diat interviewten ihn für ihr Buch La Force du Silence, contre la dictature du bruit („Die Kraft der Stille, gegen die Diktatur des Lärms“).
Papst Franziskus ernannte ihn am 10. April 2021 zum Konsultor der Kongregation für die Institute geweihten Lebens und für die Gesellschaften apostolischen Lebens.